# Martin Kemp (Kunsthistoriker)

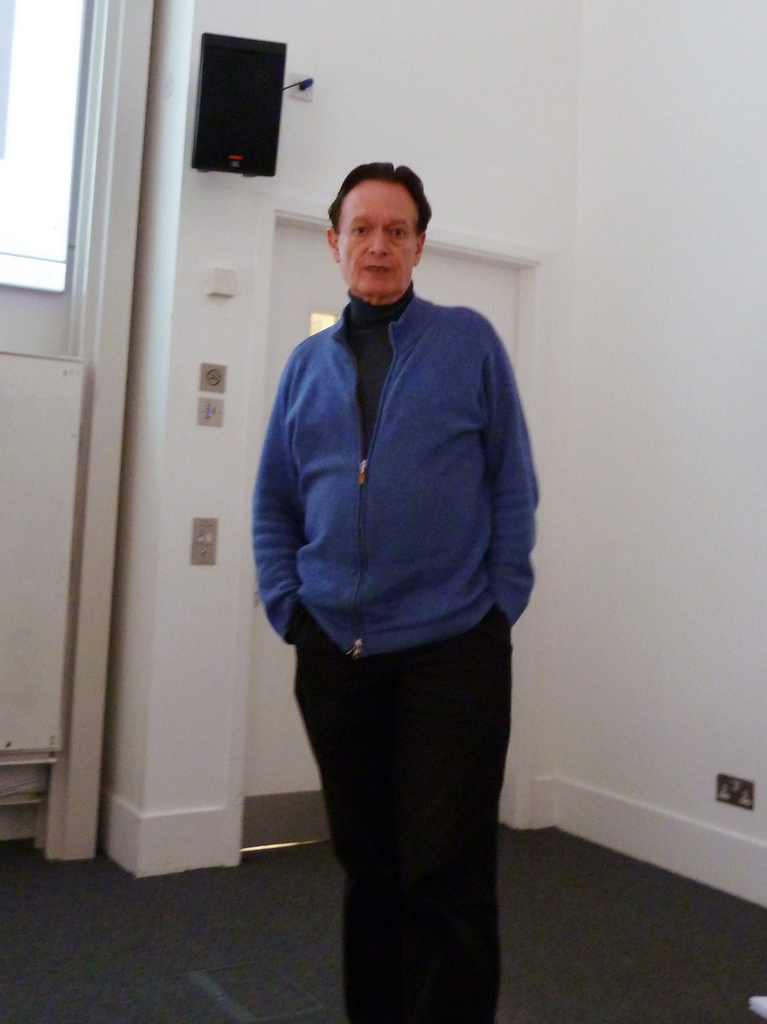
Martin Kemp

Martin John Kemp (* 5. März 1942 in Windsor) ist ein britischer Kunsthistoriker, Autor und emeritierter Professor für Kunstgeschichte. 

## Karriere
Kemp besuchte die Windsor Grammar School und studierte ab 1960 an der Universität Cambridge (Downing College) Naturwissenschaften und Kunstgeschichte. Das setzte er 1963 am Courtauld Institute fort, an dem er 1965 das Diplom in westlicher Kunstgeschichte erhielt. 1965 wurde er Lecturer in Kunstgeschichte an der  Dalhousie University in Halifax und 1966 bis 1981 war er Lecturer in Kunstgeschichte an der University of Glasgow. 1981 wurde er Professor für Kunstgeschichte an der University of St. Andrews und wurde dort 1990 Professor für Kunstgeschichte und Kunsttheorie. 1995 bis 1997 war er Professor für Kunstgeschichte an der Universität Oxford und 2007 bis zur Emeritierung 2008 hatte er eine Forschungsprofessur für Kunstgeschichte in Oxford.
1984/85 war er am Institute for Advanced Study in Princeton. 1987/88 war er Slade Professor an der Universität Cambridge und 1988 Benjamin Sonenberg Gastprofessor am Institut für Kunstgeschichte der New York University. 1993 war er Dorothy Ford Wiley Gastprofessor für Renaissancekultur an der University of North Carolina at Chapel Hill, 2000 Louise Smith Brosse Professor an der University of Chicago und 2010 Gastprofessor an der  Harvard University und der Princeton University. Von 1993 bis 1998 hatte er eine Wolfson-Forschungsprofessur der British Academy. 2001 war er Gastwissenschaftler am Getty Research Institute und 2004 Mellon Senior Research Fellow am Canadian Centre for Architecture in Montreal.

## Werk
Martin Kemp ist Experte für das Werk Leonardo da Vincis. 
Neben seiner Tätigkeit als Autor kuratierte er auch verschiedene große Leonardo-Ausstellungen: 1989 an der Hayward Gallery in London, 1993 an der National Gallery of Scotland in Edinburgh (Leonardo da Vinci: The mystery of the Madonna of the Yarnwinder), 2006 am Victoria and Albert Museum. 1992 war er einer der Kuratoren der Ausstellung zum Kolumbus-Jahr in der National Gallery in Washington D.C., 2000 einer Ausstellung über Körper in der Kunst in der Hayward Gallery, 2007 einer Ausstellung über Sex und Kunst in der Barbican Art Gallery und 2002 einer Ausstellung über Gregor Mendel in der Abtei St. Thomas in Brünn.
Neben der Kunst der Renaissance gilt ein Schwerpunkt seiner Arbeit den Verbindungen zwischen Kunst und Wissenschaft. Im Jahr 2009 erregte seine Neuzuschreibung einer Zeichnung an Leonardo da Vinci Aufsehen. Kemp begründete die Zuschreibung der Bella Principessa mithilfe forensischer Untersuchungsmethoden. Kemp vertritt ebenfalls die Meinung, dass das Bild Salvator Mundi, das aufgrund einer Versteigerung im Jahr 2017 als das wertvollste Gemälde der Welt gilt, ein eigenhändiges Werk Leonardos ist.

## Ehrungen und Mitgliedschaften
Für seine Arbeiten zu Leonardo und zur Kunst der italienischen Renaissance wurde er mit dem Armand Hammer Prize for Excellence in Leonardo Studies, dem Preis der American Italian Association, zahlreichen weiteren Preisen und Ehrendoktorwürden (Heriot Watt University, Uppsala) ausgezeichnet. Er ist Fellow der British Academy (seit 1991), der Royal Society of Edinburgh (seit 1992), auswärtiges Mitglied der American Academy of Arts and Sciences (seit 1999), Fellow der Royal Society of Arts. 1985 erhielt er eine Ehrenprofessur der Royal Scottish Academy und er ist Ehren-Fellow des Downing College in Cambridge. 1995 wurde er Mitglied der Akademie der Wissenschaften in Uppsala.

## Schriften (Auswahl)
- Leonardo da Vinci. The Marvellous Works of Nature and Man, Oxford University Press, Oxford 1981, ISBN 978-0-19280725-0.
- The Science of Art. Optical Themes in Western Art from Brunelleschi to Seurat. Yale University Press, New Haven/London 1992, ISBN 978-0-30005241-1.
- Behind the Picture. Art and Evidence in the Italian Renaissance. Yale University Press, New Haven/London 1997, ISBN 0-30007195-7.
  - Deutsche Übersetzung: Der Blick hinter die Bilder. Text und Kunst in der italienischen Renaissance. DuMont, Köln 1997, ISBN 3-7701-4157-1.
- Visualizations. The Nature Book of Art and Science. Oxford University Press, Oxford 2000, ISBN 0-19-856476-7.
  - Deutsche Übersetzung: Bilderwissen. Die Anschaulichkeit naturwissenschaftlicher Phänomene. DuMont, Köln 2003, ISBN 3-8321-7139-8.
- (als Hrsg.): The Oxford History of Western Art. Oxford University Press, Oxford 2000, ISBN 0-19-860012-7.
  - Deutsche Übersetzung: (als Hrsg.): DuMont Geschichte der Kunst. DuMont, Köln 2003, ISBN 978-3-8321-7301-2.
- Leonardo. Oxford University Press, Oxford 2004, ISBN 0-19-280546-0.
  - Deutsche Übersetzung: Leonardo. Verlag C.H. Beck, München 2005, ISBN 3-406-53462-7.
- The Human Animal in Western Art and Science. University of Chicago Press, Chicago/London 2007, ISBN 978-0-22643033-1.
- (mit Pascal Cotte): Leonardo da Vinci „La Bella Principessa“. The Profile Portrait of a Milanese woman. Hodder & Stoughton, London 2010, ISBN 978-1-444-70626-0.
- Christ to Coke. How Image Becomes Icon, Oxford University Press, Oxford 2011, ISBN 978-0-19-958111-5.
- Art in History. 600 BC – 2000 AD. Profile Books, London 2014.
- Structural Intuitions. Seeing Shapes in Art and Science, University of Virginia Press, Charlottesville/London 2016, ISBN 978-0-8139-3700-7.
- (mit Giuseppe Pallanti): Mona Lisa. The People and the Painting. Oxford University Press, Oxford 2017, ISBN 978-0-19-874990-5.
- Living with Leonardo. Fifty Years of Sanity and Insanity in the Art World and Beyond. Thames & Hudson, London 2018, ISBN 978-0-50023956-8.
- (mit Robert B. Simon, Margaret Dalivalle): Leonardo's Salvator Mundi and the Collecting of Leonardo in the Stuart Courts. Oxford University Press, Oxford 2019, ISBN 978-0-19-881383-5.
- Leonardo da Vinci - The 100 Milestones. Sterling, London 2019. ISBN 978-1-45493042-6
- Visions of Heaven. Dante and the Art of Divine Light. Lund Humphries, London 2021, ISBN 978-1-84822-467-4.